# Luis Miranda (Fußballspieler, 1950)
Luis Mario Miranda Figueroa (* 20. Dezember 1950 in Santiago), auch bekannt unter dem Spitznamen Mirandiña, ist ein ehemaliger chilenischer Fußballspieler. Der Stürmer absolvierte für Chile drei Länderspiele.

## Karriere

### Verein
Luis Miranda begann seine Profikarriere 1971 beim CD Magallanes und wechselte 1974 zum chilenischen Spitzenverein Unión Española. Mit dem Klub spanischer Einwanderer gewann der Stürmer die Meisterschaft 1975 und 1977. 1975 und 1978 wurde er jeweils bester Torschütze seines Teams. 1979 wechselte Miranda zum CSD Colo-Colo und wurde erneut zweimal Meister. 1981 gewann er mit den Caciques zudem die Copa Chile. 1982 kehrte er für eine Saison zurück zu Unión Española, nachdem er die Copa Chile vor Ligastart noch für Colo-Colo gespielt hatte. Seine letzten beiden Karrierejahre verbrachte Miranda bei Green Cross Temuco.

### Nationalmannschaft
Luis Miranda gab sein Debüt für die Nationalmannschaft im Januar 1977 beim Freundschaftsspiel gegen Paraguay. Nach einem weiteren Einsatz bei der Copa Juan Pinto Durán 76/77 gegen Uruguay absolvierte er seinen letzten Länderspieleinsatz in der Qualifikation zur Weltmeisterschaft 1978 gegen Peru, für die sich La Roja nicht qualifizieren konnte.

## Erfolge
Unión Española
- Chilenischer Meister: 1975, 1977

Colo-Colo
- Chilenischer Meister: 1979, 1981
- Chilenischer Pokalsieger: 1981